# Drosophila nigromaculata
Drosophila nigromaculata är en tvåvingeart som beskrevs av Kikkawa och Peng 1938. Drosophila nigromaculata ingår i släktet Drosophila och familjen daggflugor.
Artens utbredningsområde är Japan och Koreahalvön.